# Epidesma hampsoni
Epidesma hampsoni är en fjärilsart som beskrevs av Rothschild 1911. Epidesma hampsoni ingår i släktet Epidesma och familjen björnspinnare. Inga underarter finns listade i Catalogue of Life.